# Parque de Vallesequillo

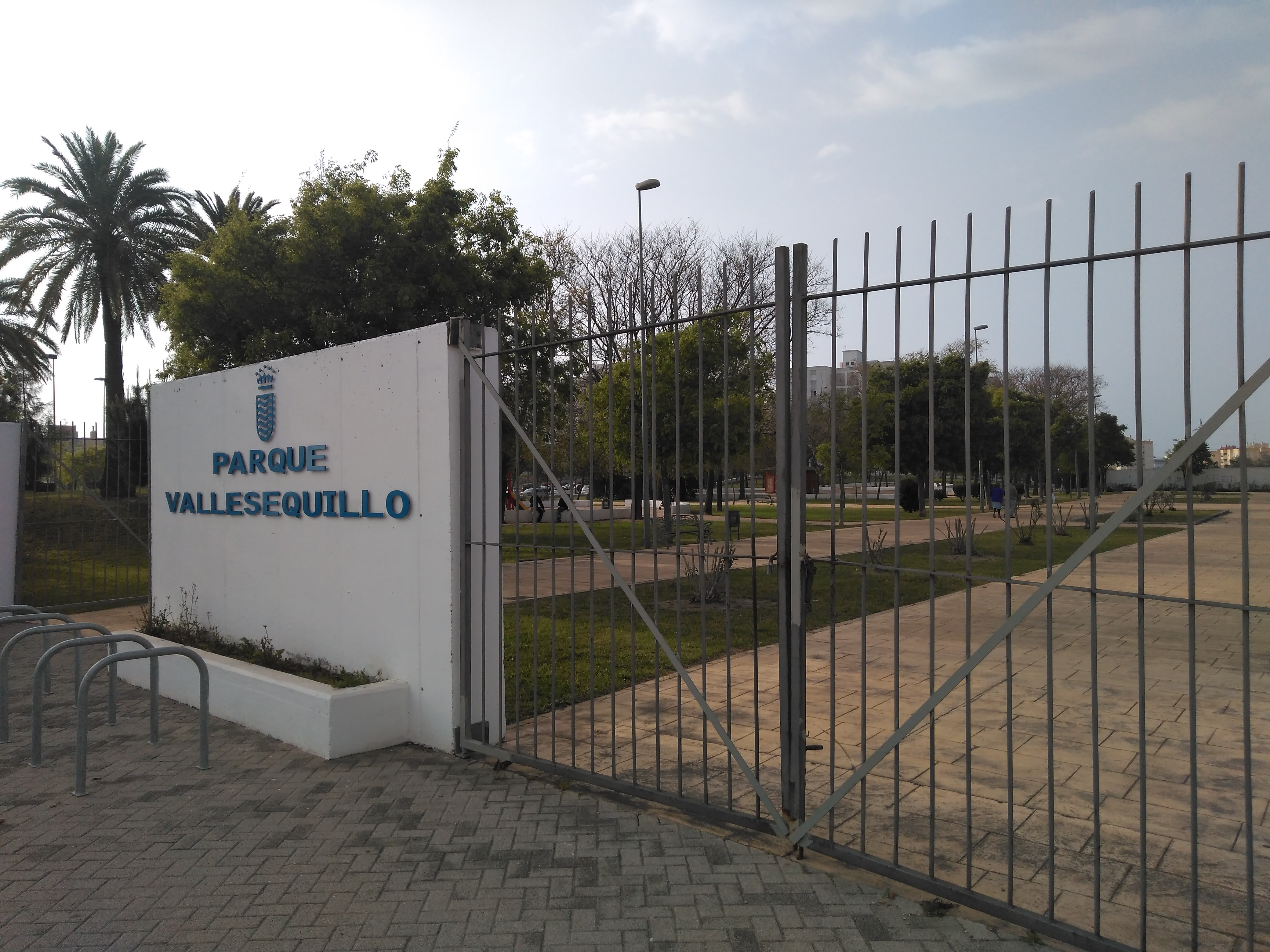
Entrada

El parque de Vallesequillo es un parque público localizado en Jerez de la Frontera (Andalucía, España).

## Historia
Está localizado en el barrio de Vallesequillo, y es fruto del soterramiento de la vía férrea Jerez-Cádiz en 2002.

## Recursos
Además de sus jardines, destacada un tren lúdico operado por la Asociación de Amigos del Ferrocarril.

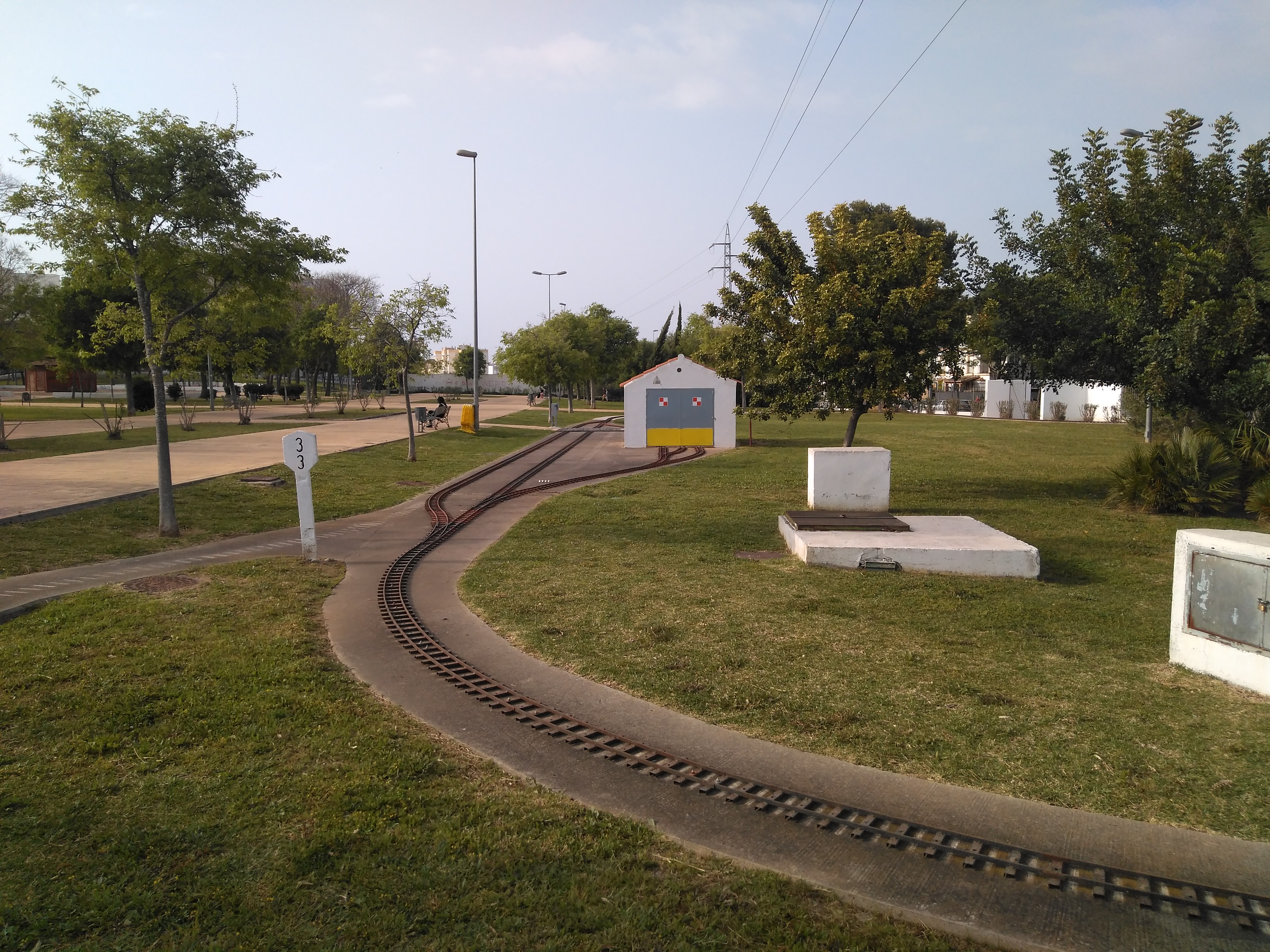
Vía del tren

## Localización
Se ubica al sur de la estación de Ferrocarril, sobre el puente de Cádiz.